# 2008年の日本シリーズ

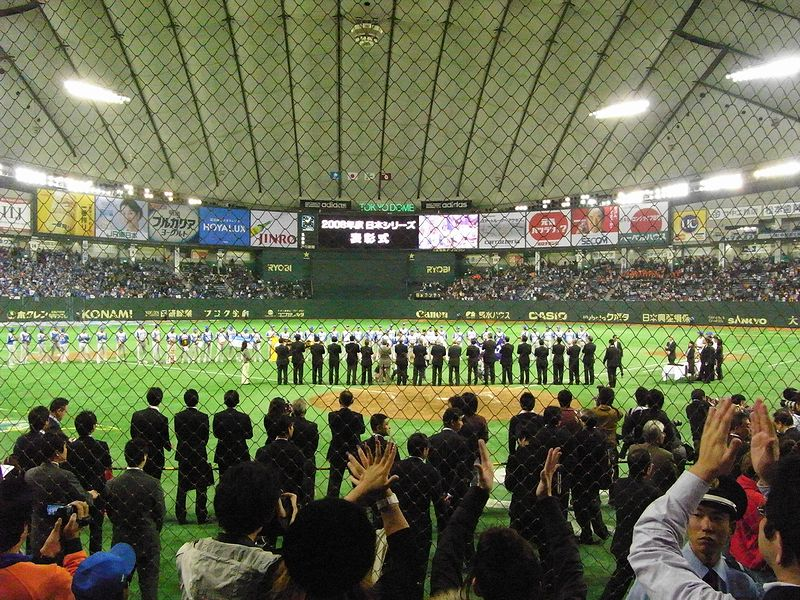
2008年日本シリーズ 西武vs巨人 表彰式（2008年11月9日撮影）

2008年の日本シリーズ（2008ねんのにっぽんシリーズ、2008ねんのにほんシリーズ）は、2008年（平成20年）11月1日から11月9日に行われた、セントラル・リーグクライマックスシリーズ勝者の読売ジャイアンツとパシフィック・リーグクライマックスシリーズ勝者の埼玉西武ライオンズによる59回目のプロ野球日本選手権シリーズ試合である。

## 概要
パ・リーグレギュラーシーズンを首位に立ってから一度も陥落することなく優勝しクライマックスシリーズも制した埼玉西武ライオンズと、最大13ゲーム差を逆転して優勝しクライマックスシリーズも制した読売ジャイアンツの対決であり、2年ぶりにリーグ優勝（公式戦1位）チーム同士が日本一の座を争うことになった。この2チームの対戦および関東地方に本拠地を置くチーム同士の対戦は、2002年以来6年ぶりである。
指揮を執る西武の渡辺久信、巨人の原辰徳両監督は、現役時代3度（1987年、1990年、1994年）日本シリーズで顔合わせしており、このシリーズでは初めて監督として対峙することになった。
西武はシーズン優勝の原動力となったクレイグ・ブラゼル、G.G.佐藤といった主力が日本シリーズを欠場、さらに第5戦で細川亨がケガで離脱し先に王手をかけられたが、第6戦、第7戦で2連勝し、2004年以来となる4年ぶりの日本一を勝ち取った。西武がレギュラーシーズン1位から日本一を達成したのは、1992年以来16年ぶりだった。西武の渡辺監督は前任の伊東勤と同様、史上8人目となる就任初年度の日本一を達成した。
一方の巨人は阿部慎之助がケガで守備につけず、高橋由伸が腰痛で日本シリーズを欠場しながらも第5戦で先に王手をかけたが、本拠地東京ドームの試合では4戦中3敗（第1戦、第6戦、第7戦）を喫し、6年ぶりの日本一には届かなかった。巨人が東京ドームで対戦相手に日本一を決められたのは、東京ドームが開場となった1988年以来初めてとなった。
このシリーズ勝者の西武は、東京ドームで開催されるアジアシリーズ2008に日本代表として出場する権利を得た。
なおこの年を最後に西武の日本シリーズ進出はなく、2021年にオリックス・バファローズが1996年（当時はオリックス・ブルーウェーブ）以来、約25年ぶりの日本シリーズに進出をした事により西武は全12球団の中では日本シリーズから最も遠ざかっている球団となった。また翌2022年にはオリックスが26年ぶり5回目の日本一を決めた事により、西武はパ・リーグ全6球団で最も日本一から遠ざかっている球団となった。

## クライマックスシリーズからのトーナメント表
|  | CS1st               | CS1st  |                                                      |        | CS2nd            | CS2nd   |                  |         | 日本選手権シリーズ | 日本選手権シリーズ |
|  |                     |        |                                                      |        |                  |         |                  |         |                    |                    |
|  |                     |        |                                                      |        |                  |         |                  |         |                    |                    |
|  |                     |        |                                                      |        |                  |         |                  |         |                    |                    |
|  |                     |        |                                                      |        |                  |         |                  |         |                    |                    |
|  |                     |        | （6戦4勝制＜含・アドバンテージ1＞) 東京ドーム        |        |                  |         |                  |         |                    |                    |
|  |                     |        |                                                      |        |                  |         |                  |         |                    |                    |
|  | 巨人（セ優勝）      | ☆●○△○  |                                                      |        |                  |         |                  |         |                    |                    |
|  | 巨人（セ優勝）      | ☆●○△○  | （3戦2勝制） 京セラドーム大阪                        |        |                  |         |                  |         |                    |                    |
|  |                     |        | 中日                                                 | ★○●△●  |                  |         |                  |         |                    |                    |
|  | 阪神（セ2位）       | ●○●    | 中日                                                 | ★○●△●  |                  |         |                  |         |                    |                    |
|  | 阪神（セ2位）       | ●○●    | （7戦4勝制） 東京ドーム 西武ドーム                   |        |                  |         |                  |         |                    |                    |
|  | 中日（セ3位）       | ○●○    |                                                      |        |                  |         |                  |         |                    |                    |
|  | 中日（セ3位）       | ○●○    |                                                      |        | 巨人（セCS優勝） | ●○○●○●● |                  |         |                    |                    |
|  |                     |        |                                                      |        | 巨人（セCS優勝） | ●○○●○●● |                  |         |                    |                    |
|  |                     |        |                                                      |        |                  |         | 西武（パCS優勝） | ○●●○●○○ |                    |                    |
|  |                     |        |                                                      |        |                  |         | 西武（パCS優勝） | ○●●○●○○ |                    |                    |
|  |                     |        | （6戦4勝制＜含・アドバンテージ1＞) 県大宮 西武ドーム |        |                  |         |                  |         |                    |                    |
|  |                     |        |                                                      |        |                  |         |                  |         |                    |                    |
|  | 西武（パ優勝）      | ☆○●●○○ |                                                      |        |                  |         |                  |         |                    |                    |
|  | 西武（パ優勝）      | ☆○●●○○ | （3戦2勝制） 京セラドーム大阪                        |        |                  |         |                  |         |                    |                    |
|  |                     |        | 日本ハム                                             | ★●○○●● |                  |         |                  |         |                    |                    |
|  | オリックス（パ2位） | ●●     | 日本ハム                                             | ★●○○●● |                  |         |                  |         |                    |                    |
|  | オリックス（パ2位） | ●●     |                                                      |        |                  |         |                  |         |                    |                    |
|  | 日本ハム（パ3位）   | ○○     |                                                      |        |                  |         |                  |         |                    |                    |
|  | 日本ハム（パ3位）   | ○○     |                                                      |        |                  |         |                  |         |                    |                    |

☆・★=クライマックスシリーズ・2ndのアドバンテージ1勝・1敗分

## 試合日程
- 11月1日 - 第1戦 東京ドーム
- 11月2日 - 第2戦 東京ドーム
- 11月4日 - 第3戦 西武ドーム
- 11月5日 - 第4戦 西武ドーム
- 11月6日 - 第5戦 西武ドーム
- 11月8日 - 第6戦 東京ドーム
- 11月9日 - 第7戦 東京ドーム

試合開始は全試合18時15分（JST）。

## 試合経過等
| 日付                                      | 試合   | ビジター球団（先攻） | スコア | ホーム球団（後攻） | 開催球場   |
| ----------------------------------------- | ------ | -------------------- | ------ | ------------------ | ---------- |
| 11月1日（土）                             | 第1戦  | 埼玉西武ライオンズ   | 2 - 1  | 読売ジャイアンツ   | 東京ドーム |
| 11月2日（日）                             | 第2戦  | 埼玉西武ライオンズ   | 2 - 3  | 読売ジャイアンツ   | 東京ドーム |
| 11月3日（月）                             | 移動日 | 移動日               | 移動日 | 移動日             | 移動日     |
| 11月4日（火）                             | 第3戦  | 読売ジャイアンツ     | 6 - 4  | 埼玉西武ライオンズ | 西武ドーム |
| 11月5日（水）                             | 第4戦  | 読売ジャイアンツ     | 0 - 5  | 埼玉西武ライオンズ | 西武ドーム |
| 11月6日（木）                             | 第5戦  | 読売ジャイアンツ     | 7 - 3  | 埼玉西武ライオンズ | 西武ドーム |
| 11月7日（金）                             | 移動日 | 移動日               | 移動日 | 移動日             | 移動日     |
| 11月8日（土）                             | 第6戦  | 埼玉西武ライオンズ   | 4 - 1  | 読売ジャイアンツ   | 東京ドーム |
| 11月9日（日）                             | 第7戦  | 埼玉西武ライオンズ   | 3 - 2  | 読売ジャイアンツ   | 東京ドーム |
| 優勝：埼玉西武ライオンズ（4年ぶり13回目） |        |                      |        |                    |            |

### 第1戦
11月1日 ●巨人1-2西武○（東京ドーム）
|      | 1 | 2 | 3 | 4 | 5 | 6 | 7 | 8 | 9 | R | H | E |
| ---- | - | - | - | - | - | - | - | - | - | - | - | - |
| 西武 | 0 | 0 | 0 | 0 | 1 | 1 | 0 | 0 | 0 | 2 | 6 | 1 |
| 巨人 | 0 | 0 | 0 | 1 | 0 | 0 | 0 | 0 | 0 | 1 | 2 | 0 |

1. 西：○涌井-Sグラマン
2. 巨：●上原-越智-西村健
3. 勝利：涌井（1勝）
4. セーブ：グラマン（1S）
5. 敗戦：上原（1敗）
6. 本塁打
西：後藤武1号ソロ、中島1号ソロ
7. *開始 18時15分 有料入場者 44,757人 時間 2時間45分
  - 審判 球審＝笠原（セ） 塁審＝佐藤（パ）、真鍋（セ）、津川（パ） 外審＝谷（セ）、丹波（パ）

- 国歌独唱は錦織健、始球式のバッテリーは上野由岐子と峰幸代（ともにルネサス高崎。北京オリンピック女子ソフトボール金メダリスト）が務めた。

オーダー
| 西武 |          |          |
| 1    | （二）   | 片岡     |
| 2    | （中）左 | 栗山     |
| 3    | （遊）   | 中島     |
| 4    | （三）   | 中村     |
| 5    | （一）   | 石井義   |
| 6    | （左）   | 後藤武   |
| 6    | 投       | グラマン |
| 7    | （右）   | ボカチカ |
| 7    | 右       | 佐藤友   |
| 8    | （捕）   | 細川     |
| 9    | （投）   | 涌井     |
| 9    | 中       | 赤田     |

| 巨人 |        |          |
| 1    | （中） | 鈴木尚   |
| 2    | （二） | 木村拓   |
| 2    | 走     | 寺内     |
| 3    | （三） | 小笠原   |
| 4    | （左） | ラミレス |
| 5    | （一） | 李承燁   |
| 6    | （右） | 亀井     |
| 7    | （遊） | 坂本     |
| 8    | （捕） | 鶴岡     |
| 8    | 打     | 脇谷     |
| 8    | 投     | 西村健   |
| 9    | （投） | 上原     |
| 9    | 投     | 越智     |
| 9    | 打     | 阿部     |
| 9    | 捕     | 加藤     |

巨人が4回裏にラミレスのタイムリー二塁打で先制するが、西武は直後の5回表に後藤武の本塁打で同点に追いつく。そして、6回表には中島の本塁打で勝ち越し、これが決勝点となり西武が先勝した。巨人は2000年の日本シリーズ第3戦（対福岡ダイエー）から続いていた日本シリーズでの連勝が8でストップした。また、上原は日本シリーズ初黒星となった。

### 第2戦
11月2日 ○巨人3－2西武●（東京ドーム）
|      | 1 | 2 | 3 | 4 | 5 | 6 | 7 | 8 | 9  | R | H | E |
| ---- | - | - | - | - | - | - | - | - | -- | - | - | - |
| 西武 | 0 | 0 | 0 | 2 | 0 | 0 | 0 | 0 | 0  | 2 | 3 | 0 |
| 巨人 | 0 | 1 | 0 | 0 | 0 | 1 | 0 | 0 | 1X | 3 | 8 | 0 |

1. 西：帆足-大沼-H星野-H小野寺-●岡本真
2. 巨：高橋尚-西村健-○越智
3. 勝利：越智（1勝）
4. 敗戦：岡本真（1敗）
5. 本塁打
西：中島2号2ラン
巨：ラミレス1号ソロ
6. *開始 18時17分 有料入場者 44,814人 時間 3時間18分
  - 審判 球審＝丹波（パ） 塁審＝谷（セ）、佐藤（パ）、真鍋（セ） 外審＝中村稔（パ）、有隅（セ）

オーダー
| 西武 |        |        |
| 1    | （二） | 片岡   |
| 2    | （中） | 栗山   |
| 3    | （遊） | 中島   |
| 4    | （三） | 中村   |
| 5    | （一） | 江藤   |
| 5    | 打一   | 石井義 |
| 6    | （左） | 後藤武 |
| 7    | （右） | 赤田   |
| 7    | 投     | 星野   |
| 7    | 投     | 小野寺 |
| 7    | 投     | 岡本真 |
| 8    | （捕） | 細川   |
| 9    | （投） | 帆足   |
| 9    | 打     | 平尾   |
| 9    | 投     | 大沼   |
| 9    | 右     | 佐藤友 |

| 巨人 |        |          |
| 1    | （中） | 鈴木尚   |
| 2    | （二） | 木村拓   |
| 3    | （三） | 小笠原   |
| 3    | 走三   | 寺内     |
| 4    | （左） | ラミレス |
| 5    | （一） | 李承燁   |
| 6    | （右） | 谷       |
| 6    | 投     | 西村健   |
| 6    | 打     | 大道     |
| 6    | 投     | 越智     |
| 7    | （遊） | 坂本     |
| 8    | （捕） | 鶴岡     |
| 9    | （投） | 高橋尚   |
| 9    | 右     | 亀井     |

巨人は2回裏に四球と死球で無死一・二塁と好機を得て、犠打と鶴岡の犠飛で無安打で先制。西武は4回表に中島の2試合連続となる2ラン本塁打で逆転した。巨人は6回裏に亀井のタイムリー二塁打で同点に追いつき、9回裏にラミレスの岡本真からの本塁打でサヨナラ勝ちした。サヨナラ本塁打による決着は2003年の阪神対ダイエー第4戦での金本知憲以来で、巨人の日本シリーズでのサヨナラ勝ちは1983年の対西武第5戦でのヘクター・クルーズ以来、25年ぶり9回目。西武が日本シリーズでサヨナラ負けを喫するのは、1992年のヤクルト対西武戦の第6戦以来16年ぶり。

### 第3戦
11月4日 ●西武4-6巨人○（西武ドーム）
|      | 1 | 2 | 3 | 4 | 5 | 6 | 7 | 8 | 9 | R | H | E |
| ---- | - | - | - | - | - | - | - | - | - | - | - | - |
| 巨人 | 1 | 3 | 0 | 0 | 0 | 1 | 0 | 1 | 0 | 6 | 8 | 0 |
| 西武 | 0 | 0 | 0 | 0 | 0 | 4 | 0 | 0 | 0 | 4 | 7 | 0 |

1. 巨：○内海-H西村健-H越智-Sクルーン
2. 西：●石井一-小野寺-星野-谷中
3. 勝利：内海（1勝）
4. セーブ：クルーン（1S）
5. 敗戦：石井一（1敗）
6. 本塁打
巨：鈴木尚1号3ラン、ラミレス2号ソロ、小笠原1号ソロ
西：中村1号3ラン
7. *開始 18時18分 有料入場者 24,495人 時間 3時間14分
  - 審判 球審＝有隅（セ） 塁審＝中村稔（パ）、谷（セ）、佐藤（パ） 外審＝笠原（セ）、津川（パ）

- 始球式は田中マルクス闘莉王（浦和レッズ・サッカー日本代表）が務めた。

オーダー
| 巨人 |        |          |
| 1    | （中） | 鈴木尚   |
| 2    | （二） | 木村拓   |
| 3    | （三） | 小笠原   |
| 4    | （指） | ラミレス |
| 5    | （一） | 李承燁   |
| 6    | （左） | 谷       |
| 7    | （右） | 亀井     |
| 8    | （遊） | 坂本     |
| 8    | 打     | 阿部     |
| 8    | 遊     | 寺内     |
| 9    | （捕） | 鶴岡     |

| 西武 |        |          |
| 1    | （二） | 片岡     |
| 2    | （左） | 栗山     |
| 3    | （遊） | 中島     |
| 4    | （三） | 中村     |
| 5    | （指） | 後藤武   |
| 6    | （一） | 平尾     |
| 7    | （中） | 佐藤友   |
| 8    | （捕） | 細川     |
| 8    | 打     | 石井義   |
| 9    | （右） | ボカチカ |

巨人は1回表に石井一の暴投で1点を先制。2回表には鈴木尚が3点本塁打を放ち3点追加、6回表にはラミレスの本塁打でさらに1点加えた。西武は内海の前になかなか点が取れなかったが、6回裏に片岡、栗山、中島の連打で1点を返すと、今シリーズ無安打だった中村の3点本塁打で1点差に迫る。しかし巨人は8回表に小笠原の本塁打で西武を突き放し連勝。巨人が2勝1敗と勝ち越した。

### 第4戦
11月5日 ○西武5-0巨人●（西武ドーム）
|      | 1 | 2 | 3 | 4 | 5 | 6 | 7 | 8 | 9 | R | H | E |
| ---- | - | - | - | - | - | - | - | - | - | - | - | - |
| 巨人 | 0 | 0 | 0 | 0 | 0 | 0 | 0 | 0 | 0 | 0 | 4 | 0 |
| 西武 | 1 | 0 | 0 | 2 | 0 | 2 | 0 | 0 | X | 5 | 7 | 0 |

1. 巨：●グライシンガー-山口-東野-豊田
2. 西：○岸
3. 勝利：岸（1勝）
4. 敗戦：グライシンガー（1敗）
5. 本塁打
西：中村2号2ラン・3号2ラン
6. *開始 18時18分 有料入場者 27,930人 時間 2時間53分
  - 審判 球審＝津川（パ） 塁審＝笠原（セ）、中村稔（パ）、谷（セ） 外審＝丹波（パ）、真鍋（セ）

オーダー
| 巨人 |        |          |
| 1    | （中） | 鈴木尚   |
| 2    | （二） | 脇谷     |
| 2    | 捕     | 加藤     |
| 3    | （三） | 小笠原   |
| 4    | （左） | ラミレス |
| 5    | （一） | 李承燁   |
| 6    | （指） | 阿部     |
| 7    | （右） | 亀井     |
| 8    | （遊） | 坂本     |
| 9    | （捕） | 鶴岡     |
| 9    | 打二   | 木村拓   |

| 西武 |        |        |
| 1    | （二） | 片岡   |
| 2    | （左） | 栗山   |
| 3    | （遊） | 中島   |
| 4    | （三） | 中村   |
| 5    | （一） | 石井義 |
| 6    | （指） | 後藤武 |
| 6    | 打指   | 大島   |
| 7    | （右） | 佐藤友 |
| 8    | （捕） | 細川   |
| 9    | （中） | 赤田   |

西武は、1回裏に栗山のタイムリー2塁打で先制し、4回裏には中村の本塁打で2点追加、6回裏には中村の2打席連続本塁打で2点追加した。岸は、1981年の西本聖以来2人目の毎回奪三振、2005年の渡辺俊介以来3年ぶり12人目の初登板初完封を達成した。

### 第5戦
11月6日 ●西武3-7巨人○（西武ドーム）
|      | 1 | 2 | 3 | 4 | 5 | 6 | 7 | 8 | 9 | R | H  | E |
| ---- | - | - | - | - | - | - | - | - | - | - | -- | - |
| 巨人 | 0 | 1 | 0 | 0 | 0 | 0 | 4 | 0 | 2 | 7 | 10 | 2 |
| 西武 | 1 | 0 | 1 | 0 | 0 | 0 | 0 | 0 | 1 | 3 | 13 | 0 |

1. 巨：上原-山口-○西村健-H豊田-H越智-クルーン
2. 西：●涌井-小野寺-三井-谷中
3. 勝利：西村健（1勝）
4. 敗戦：涌井（1勝1敗）
5. 本塁打
巨：阿部1号ソロ
西：平尾1号ソロ
6. *開始 18時17分 有料入場者 28,763人 時間 3時間31分
  - 審判 球審＝真鍋（セ） 塁審＝丹波（パ）、笠原（セ）、中村稔（パ） 外審＝有隅（セ）、佐藤（パ）

オーダー
| 巨人 |        |          |
| 1    | （中） | 鈴木尚   |
| 2    | （二） | 木村拓   |
| 3    | （一） | 小笠原   |
| 3    | 遊     | 古城     |
| 4    | （左） | ラミレス |
| 4    | 走左   | 加治前   |
| 5    | （指） | 阿部     |
| 6    | （右） | 亀井     |
| 7    | （三） | 脇谷     |
| 8    | （遊） | 坂本     |
| 8    | 打一   | 李承燁   |
| 9    | （捕） | 鶴岡     |
| 9    | 打     | 谷       |
| 9    | 捕     | 加藤     |

| 西武 |          |        |
| 1    | （二）遊 | 片岡   |
| 2    | （左）   | 栗山   |
| 3    | （遊）   | 中島   |
| 3    | 二       | 平尾   |
| 4    | （三）   | 中村   |
| 5    | （一）   | 石井義 |
| 6    | （指）   | 後藤武 |
| 7    | （右）   | 佐藤友 |
| 8    | （捕）   | 細川   |
| 8    | 捕       | 銀仁朗 |
| 8    | 打       | 大島   |
| 8    | 捕       | 野田   |
| 9    | （中）   | 赤田   |

西武は1回裏に連打で無死満塁のチャンスを作ると、石井義の二塁ゴロの間に片岡が生還し1点を先制する。その直後の2回表に巨人が阿部の本塁打で同点に追いつくが、西武は3回裏に石井義の適時打で勝ち越した。巨人は、7回表にラミレスから坂本までの5連打で4点を取り逆転に成功し、9回表には谷の適時打と鈴木尚のスクイズで2点を追加。西武は9回裏に平尾の本塁打で1点を返したのみで、巨人は3勝2敗とし、6年ぶりの日本一に王手をかけた。

### 第6戦
11月8日 ●巨人1-4西武○（東京ドーム）
|      | 1 | 2 | 3 | 4 | 5 | 6 | 7 | 8 | 9 | R | H  | E |
| ---- | - | - | - | - | - | - | - | - | - | - | -- | - |
| 西武 | 3 | 0 | 0 | 0 | 1 | 0 | 0 | 0 | 0 | 4 | 10 | 0 |
| 巨人 | 0 | 1 | 0 | 0 | 0 | 0 | 0 | 0 | 0 | 1 | 10 | 0 |

1. 西：帆足-○岸
2. 巨：●高橋尚-東野-西村健-久保-山口
3. 勝利：岸（2勝）
4. 敗戦：高橋尚（1敗）
5. 本塁打
西：平尾2号ソロ
6. *開始 18時15分 有料入場者 44,749人 時間 3時間24分
  - 審判 球審＝佐藤（パ） 塁審＝有隅（セ）、丹波（パ）、笠原（セ） 外審＝津川（パ）、谷（セ）

オーダー
| 西武 |          |          |
| 1    | （二）   | 片岡     |
| 2    | （中）左 | 栗山     |
| 3    | （遊）   | 中島     |
| 4    | （三）   | 中村     |
| 5    | （左）   | 後藤武   |
| 5    | 投       | 岸       |
| 6    | （一）   | 平尾     |
| 7    | （右）中 | 佐藤友   |
| 8    | （捕）   | 銀仁朗   |
| 9    | （投）   | 帆足     |
| 9    | 右       | ボカチカ |

| 巨人 |        |          |
| 1    | （中） | 鈴木尚   |
| 2    | （二） | 寺内     |
| 2    | 投     | 西村健   |
| 2    | 打遊   | 脇谷     |
| 3    | （三） | 小笠原   |
| 4    | （左） | ラミレス |
| 5    | （一） | 李承燁   |
| 6    | （右） | 亀井     |
| 7    | （遊） | 坂本     |
| 7    | 投     | 久保     |
| 7    | 打     | 谷       |
| 7    | 投     | 山口     |
| 7    | 打     | 阿部     |
| 8    | （捕） | 鶴岡     |
| 8    | 打     | 古城     |
| 8    | 捕     | 加藤     |
| 9    | （投） | 高橋尚   |
| 9    | 打     | 大道     |
| 9    | 投     | 東野     |
| 9    | 二     | 木村拓   |

西武は1回表に平尾が満塁走者一掃の適時二塁打を打ち3点先制。巨人は2回裏、亀井の適時二塁打で1点を返し、4回裏にも好機を作る。西武はここで第4戦で完封勝利した岸を中2日で救援登板させ、この回を無失点で切り抜けると、5回表に平尾の本塁打で追加点を挙げる。その後も岸が最後まで投げきり西武が通算成績をタイに持ち込んだ。高橋尚は日本シリーズ初黒星となった。

### 第7戦
11月9日 ●巨人2-3西武○（東京ドーム）
|      | 1 | 2 | 3 | 4 | 5 | 6 | 7 | 8 | 9 | R | H | E |
| ---- | - | - | - | - | - | - | - | - | - | - | - | - |
| 西武 | 0 | 0 | 0 | 0 | 1 | 0 | 0 | 2 | 0 | 3 | 6 | 0 |
| 巨人 | 1 | 1 | 0 | 0 | 0 | 0 | 0 | 0 | 0 | 2 | 2 | 0 |

1. 西：西口-石井一-涌井-○星野-Sグラマン
2. 巨：内海-西村健-●越智-豊田
3. 勝利：星野（1勝）
4. セーブ：グラマン（2S）
5. 敗戦：越智（1勝1敗）
6. 本塁打
西：ボカチカ1号ソロ
巨：坂本1号ソロ
7. *開始 18時16分 有料入場者 44,737人 時間 3時間20分
  - 審判 球審＝谷（セ） 塁審＝津川（パ）、有隅（セ）、丹波（パ） 外審＝真鍋（セ）、中村稔（パ）

オーダー
| 西武 |          |          |
| 1    | （二）   | 片岡     |
| 2    | （中）左 | 栗山     |
| 3    | （遊）   | 中島     |
| 4    | （三）   | 中村     |
| 5    | （左）   | 後藤武   |
| 5    | 捕       | 野田     |
| 6    | （一）   | 平尾     |
| 7    | （右）中 | 佐藤友   |
| 7    | 投       | グラマン |
| 8    | （捕）   | 銀仁朗   |
| 8    | 投       | 涌井     |
| 8    | 打       | 石井義   |
| 8    | 投       | 星野     |
| 8    | 中       | 赤田     |
| 9    | （投）   | 西口     |
| 9    | 打       | 江藤     |
| 9    | 投       | 石井一   |
| 9    | 打右     | ボカチカ |

| 巨人 |          |          |
| 1    | （中）   | 鈴木尚   |
| 1    | 捕       | 加藤     |
| 2    | （二）   | 木村拓   |
| 3    | （三）一 | 小笠原   |
| 4    | （左）   | ラミレス |
| 5    | （右）中 | 亀井     |
| 6    | （一）   | 李承燁   |
| 6    | 投       | 豊田     |
| 7    | （遊）   | 坂本     |
| 8    | （捕）   | 鶴岡     |
| 8    | 打右     | 谷       |
| 9    | （投）   | 内海     |
| 9    | 投       | 西村健   |
| 9    | 投       | 越智     |
| 9    | 三       | 脇谷     |

西武は、1回表に1死2・3塁とするも中島が遊撃ゴロ、中村が右翼フライに倒れて得点ならず。
対する巨人は、1回裏1死満塁から西口の暴投で先制したが、亀井・李承燁が凡退して追加点ならず。2回裏には坂本の本塁打で追加点を挙げる。
西武は、西口を3回表の打席で交代させ継投に入り、5回表に石井一の代打ボカチカの本塁打で1点を返した。
8回表に先頭打者片岡が死球で出塁したあと盗塁し、栗山の犠打で3塁に進むと中島の三塁ゴロで片岡がギャンブルスタートを切っており、三塁手小笠原の本塁への送球よりも先に生還し同点に追いついた。この後2連続四球でチャンスを作ると、平尾の適時打で勝ち越す。9回表にも赤田の3塁打が飛び出し無死3塁となるが後が続かなかった。8回裏からは西武の守護神グラマンが登板、2回を完璧に抑え、最後はラミレスを遊撃ゴロに抑えて、4年ぶり13回目の日本一が決まった。
西武は前身の西鉄時代の対巨人3連覇は全て後楽園球場での胴上げだったが、西武になってからの対巨人3度の日本一は全て西武球場での胴上げで、相手の本拠地である東京ドームでは初めての胴上げとなった。
巨人は3勝3敗での第7戦は7度目、ビジターでの4度は3勝1敗（1955年、1963年、1989年は勝利、1983年のみ敗戦）だったが、本拠地での3度は1958年、1976年、この年と3度とも敗戦して日本一を逃した。その後2013年も3勝3敗で相手の本拠地での第7戦に敗れた。
巨人は西武の先発の西口から2点を奪ったが、石井一・涌井などの先発投手陣のリリーフ起用の前では無安打であった。一方で西武はリリーフから2点を奪うなど、両チームのリリーフが大きな明暗を分けることになった。

## 記録
シリーズ新記録（7試合シリーズ）
- 個人連続イニング奪三振　岸（西武）：12（第4戦 1回～9回、第6戦 4回～6回）
- 個人最多併殺打　ラミレス（巨人）：4（1986年の8試合シリーズを含めると3人目、3度目）
- チーム連続試合本塁打　西武：7
- チーム最高守備率　西武：.996
- チーム最少失策　西武：1
- チーム連続試合無失策　西武：6（第2戦～第7戦）
- チーム最多無失策試合合計　西武、巨人：12

シリーズタイ記録（7試合シリーズ）
- 個人最多登板　西村健（巨人）：6（8人目、8度目）
- 個人投手最少失点（投球回10以上）　岸（西武）：0（4人目、14回と2/3を投げての失点0は最多回）
- 個人最少自責点（投球回10以上）　岸（西武）：0（6人目、14回と2/3を投げては最少）
- 個人最優秀防御率（投球回10以上）　岸（西武）：0.00（3人目、14回と2/3を投げては最優秀）
- チーム最多死球　巨人：6（2度目）
- チーム最多無失策試合　西武、巨人：6（2、3度目）

試合記録
- チーム最多与死球　西武：4（第2戦）

## 表彰選手
- 最高殊勲選手賞：岸孝之（西武） - 2戦2勝で日本一に貢献。
- 敢闘選手賞：アレックス・ラミレス（巨人） - 第2戦でサヨナラ本塁打。
- 優秀選手賞：中島裕之（西武） - 第1戦から2試合連続本塁打。
- 優秀選手賞：平尾博嗣（西武） - 第6戦で高橋尚から本塁打を放つなどチーム全得点を叩き出した他、日本一を決めた第7戦で越智から勝ち越しタイムリー。
- 優秀選手賞:鈴木尚広（巨人） - 第3戦で石井一から本塁打。トータルで4打点を記録。

## テレビ・ラジオ中継

### テレビ中継
第1戦：11月1日
- 日本テレビ≪日本テレビ系列 制作・日本テレビ≫
実況：河村亮　解説：山本浩二、江川卓　ゲスト解説：ダルビッシュ有（日本ハム）
リポーター：蛯原哲（巨人サイド）、町田浩徳（西武サイド）
放送時間：18:10 - 21:09（延長15分）
※日テレG+でも放送。（地上波放送時間外の実況：村山喜彦）
- NHKデジタル衛星ハイビジョン
実況：石川洋　解説：大野豊　リポーター：渡辺憲司（巨人サイド）、大蔵哲士（西武サイド）
放送時間：18:00 - 21:30
※海外向けテレビ番組配信のNHKワールド・プレミアムでも同時放送。（18:30-19:00、19:30-21:30に放送。19:00-19:30は『NHKニュース7』放送のため一時中断）

第2戦：11月2日
- テレビ朝日≪テレビ朝日系列 制作・テレビ朝日≫
実況：中山貴雄　解説：栗山英樹　プレーヤーズゲスト：工藤公康（横浜）、金本知憲（阪神）　リポーター：清水俊輔
放送時間：18:04 - 21:49（55分延長）
※テレビ朝日系列のBSデジタル放送局BS朝日では、23:00-0:00まで『速報!!日本シリーズ』（キャスター：松井康真、解説：大塚光二）を放送。
  - 日テレG+

実況：新谷保志　解説：水野雄仁　リポーター：蛯原哲（巨人サイド）、町田浩徳（西武サイド）
放送時間：17:45 - 22:00

第3戦：11月4日
- テレビ朝日≪テレビ朝日系列 制作・テレビ朝日≫
実況：清水俊輔　解説：栗山英樹　プレーヤーズゲスト：工藤公康　リポーター：中山貴雄
放送時間：18:00 - 21:54（60分延長・『ロンドンハーツ』を休止）
※BS朝日では、23:00-0:00まで『速報!!日本シリーズ』（キャスター：松井康真、解説：大塚光二）を放送。
　CS放送スカイ・A sports+では深夜に録画放送。

第4戦：11月5日
- テレビ朝日≪テレビ朝日系列 制作・テレビ朝日≫
実況：中山貴雄　解説：栗山英樹　プレーヤーズゲスト：工藤公康　リポーター：大西洋平
放送時間：18:00 - 21:24（30分延長）
※BS朝日では、23:00-0:00まで『速報!!日本シリーズ』（キャスター：松井康真、解説：大塚光二）を放送。スカイ・A sports+は深夜に録画放送。

第5戦：11月6日
- テレビ朝日≪テレビ朝日系列 制作・テレビ朝日≫
実況：清水俊輔　解説：栗山英樹　プレーヤーズゲスト：工藤公康　リポーター：中山貴雄
放送時間：18:00 - 21:54（60分延長・『小児救命』を休止）
※BS朝日では、23:00-0:00まで『速報!!日本シリーズ』（キャスター：松井康真、解説：橋本清）を放送。スカイ・A sports+は深夜に録画放送。

第6戦：11月8日
- 日本テレビ≪日本テレビ系列 制作・日本テレビ≫
実況：村山喜彦　解説：中畑清、池谷公二郎　ゲスト解説：稲葉篤紀（日本ハム）
リポーター：蛯原哲（巨人サイド）、町田浩徳（西武サイド）
放送時間：18:10 - 21:44（50分延長）
※日テレG+でも放送。（地上波放送時間外の実況：新谷保志）
- NHKデジタル衛星ハイビジョン
実況：工藤三郎　解説：与田剛　リポーター：渡辺憲司（巨人サイド）、大蔵哲士（西武サイド）
放送時間：18:00 - 21:50（20分延長）
※NHKワールド・プレミアムでも同時放送。（18:00-19:00、19:30-21:30に放送。19:00-19:30は『NHKニュース7』放送のため一時中断）

第7戦：11月9日
- 日本テレビ≪日本テレビ系列 制作・日本テレビ≫
実況：平川健太郎　解説：堀内恒夫、掛布雅之　ゲスト解説：赤星憲広（阪神）
リポーター：蛯原哲（巨人サイド）、町田浩徳（西武サイド）、上重聡（西武ドームパブリックビューイングリポート）
放送時間：18:10 - 21:49（55分延長）
※日テレG+でも放送（地上波放送時間外の実況：上重聡）
- NHKデジタル衛星ハイビジョン
実況：小野塚康之　解説：伊東勤　リポーター：渡辺憲司（巨人サイド）、大蔵哲士（西武サイド）
放送時間：18:00 - 21:55（25分延長）
※NHKワールド・プレミアムでは同時放送なし

- 日本テレビ系列が日本シリーズを中継するのは、2003年の阪神対ダイエー第5戦（読売テレビ制作）以来5年ぶり。
- テレビ朝日系列は、開局以来初めて巨人のホームゲームでの日本シリーズを中継した。そのため、テレビ朝日系列局が無い、山梨県、富山県、鳥取県、島根県、徳島県、高知県、佐賀県と、系列局があっても他系列優先クロスネットの福井県、宮崎県の9県エリアでは地上波での中継（放送）がなかった。
- TBS系列とフジテレビ系列は、前年と対照的に中継されなかった。特にTBS系列は、1982年以来西武のホームゲームを中継してきたが、今回は1994年同様、日本シリーズの放映権を逃した。
- テレビ東京系列は4年ぶりに日本シリーズの放映権を逃した。
- 第7戦は関東地区で28.2%の高視聴率を記録。瞬間最高視聴率は8回表における平尾の逆転打の場面で39.9%。この数字は2008年度のプロ野球中継の視聴率では最も高い数字となった。
  - ちなみに、第1戦は19.4%、第2戦は19.3%、第3戦は18.0%、第4戦は15.7%、第5戦は20.2%、第6戦は20.9%をそれぞれ記録した。
- NHK-BSでは衛星第1テレビ（BS1）での放送は無し、NHKデジタル衛星ハイビジョン（BShi）での単独放送はこの年が唯一（BS1との並行放送は2001年と2003年 - 2006年にある）で第7戦がBShiでの最後の放送となった（翌年以降はBS1のみ）。

### ラジオ中継
第1戦：11月1日
- NHKラジオ第1≪全国放送≫[1]
実況：冨坂和男、解説：鈴木啓示
- TBSラジオ≪JRN…TBC・CBC・ABC・RCC・RKB他≫
実況：新タ悦男、解説：槙原寛己、ゲスト解説：宮本慎也（ヤクルト）
- ニッポン放送（LF）≪NRN…STV・MBS・KBC≫
実況：松本秀夫、解説：江本孟紀、ゲスト解説：谷繁元信（中日）、レポーター：今井美紀（巨人サイド）、宮田統樹（西武サイド）
- 文化放送（QR）≪関東広域圏ローカル≫
実況：上野智広、解説：笘篠賢治、ゲスト解説：荒木大輔（ヤクルト投手コーチ）、レポーター：飯塚治（巨人サイド）、中川充四郎（西武サイド）
- ラジオ日本≪GBSとの2局ネット≫
実況：小林幸明、解説：中畑清
- NACK5≪独自放送≫
実況：坂信一郎、レポーター：千代綾香

第2戦：11月2日
- NHKラジオ第1≪全国放送≫
実況：小野塚康之、解説：今中慎二
- TBSラジオ≪JRN…TBC・CBC・ABC・RCC・RKB他≫
実況：林正浩、解説：田淵幸一、ゲスト解説：三浦大輔（横浜）
- ニッポン放送（LF）≪関東広域圏ローカル≫
実況：山田透、解説：達川光男、ゲスト解説：高津臣吾（韓国・ヒーローズ）、レポーター：今井美紀（巨人サイド）、宮田統樹（西武サイド）
- 文化放送（QR）≪NRN…STV・MBS・KBC≫
実況：飯塚治、解説：西本聖、ゲスト解説：福地寿樹（ヤクルト）、レポーター：上野智広（巨人サイド）、中川充四郎（西武サイド）
- ラジオ日本≪GBSとの2局ネット≫
実況：石黒新平、解説：柴田勲
- NACK5≪独自放送≫
実況：加藤暁、ゲスト：平林岳、レポーター：千代綾香

第3戦：11月4日
- NHKラジオ第1≪全国放送≫
実況：道谷眞平、解説：大島康徳
- TBSラジオ≪JRN…TBC・CBC・MBS・RCC・RKB他≫
実況：戸崎貴広、解説：牛島和彦、ゲスト解説：岩隈久志（東北楽天ゴールデンイーグルス）
- ニッポン放送（LF）≪NRN…STV・ABC・KBC≫
実況：胡口和雄、解説：デニー友利、レポーター：宮田統樹（西武サイド）、今井美紀（巨人サイド）
- 文化放送（QR）≪関東広域圏ローカル≫
実況：松島茂、解説：東尾修、ゲスト解説：高木浩之（西武を同年引退）、レポーター：中川充四郎（西武サイド）、高橋将市（巨人サイド）
- ラジオ日本≪GBS・CRKとの3局ネット≫
実況：加藤裕介、解説：鹿取義隆
- NACK5≪独自放送≫
実況：矢野吉彦、ゲスト：馬場俊英、レポーター：千代綾香

第4戦：11月5日
- NHKラジオ第1≪全国放送≫
実況：広坂安伸、解説：武田一浩
- TBSラジオ≪JRN…CBC・MBS・RCC・RKB他≫
実況：清水大輔、解説：元木大介、ゲスト解説：清水直行（千葉ロッテマリーンズ）
- ニッポン放送（LF）≪関東広域圏ローカル≫
実況：師岡正雄、解説：若松勉、ゲスト解説：山本昌（中日）、レポーター：宮田統樹（西武サイド）、今井美紀（巨人サイド）
- 文化放送（QR）≪関東広域圏ローカル≫
実況：長谷川太、解説：山崎裕之、ゲスト解説：里崎智也（ロッテ）、レポーター：中川充四郎（西武サイド）、斉藤一美（巨人サイド）
- NRN系列への裏送り≪NRN…STV・TBC・ABC・KBC他　制作：QR≫
実況：高橋将市（QR）、解説：松沼雅之、レポーター：槇嶋範彦（QR、両サイド兼務）
- ラジオ日本≪GBS・CRKとの3局ネット≫
実況：小林幸明、解説：水野雄仁
  - NACK5≪独自放送≫
実況：坂信一郎、ゲスト：土屋礼央、レポーター：千代綾香

第5戦：11月6日
- NHKラジオ第1≪全国放送≫
実況：田中崇裕、解説：山本和行
- TBSラジオ≪JRN…CBC・MBS・RCC・RKB他≫
実況：林正浩、解説：川口和久、ゲスト解説：里崎智也（ロッテ）
- ニッポン放送（LF）≪NRN…STV・TBC・ABC・KBC他≫
実況：山内宏明、解説：黒木知宏、レポーター：宮田統樹（西武サイド）、今井美紀（巨人サイド）
- 文化放送（QR）≪関東広域圏ローカル≫
実況：槇嶋範彦、解説：大塚光二、ゲスト解説：渡辺俊介（千葉ロッテ）、レポーター：中川充四郎（西武サイド）、斉藤一美（巨人サイド）
- ラジオ日本≪GBS・CRKとの3局ネット≫
実況：細淵武揚、解説：中畑清
- NACK5≪独自放送≫
実況：染谷恵二、ゲスト：土屋滋生、レポーター：千代綾香

第6戦：11月8日
- NHKラジオ第1≪全国放送≫
実況：黒氏康博、解説：鈴木啓示
- TBSラジオ≪JRN…TBC・CBC・ABC・RCC・RKB他≫
実況：清水大輔、解説：佐々木主浩
- ニッポン放送（LF）≪関東広域圏ローカル≫
実況：松本秀夫、解説：初芝清、レポーター：今井美紀（巨人サイド）、宮田統樹（西武サイド）
- 文化放送（QR）≪NRN…STV・MBS・KBC≫
実況：菅野詩朗、解説：笘篠賢治、ゲスト解説：今江敏晃（ロッテ）、レポーター：斉藤一美（巨人サイド）、中川充四郎（西武サイド）
- ラジオ日本≪GBSとの2局ネット≫
実況：内藤博之、解説：須藤豊
- NACK5≪独自放送≫
実況：染谷恵二、ゲスト：平林岳、レポーター：千代綾香

第7戦：11月9日
- NHKラジオ第1≪全国放送≫
実況：道谷眞平、解説：与田剛
- TBSラジオ≪JRN…TBC・CBC・ABC・RCC・RKB他≫
実況：椎野茂、解説：栗山英樹、ゲスト解説：小林宏之（ロッテ）
- ニッポン放送（LF）≪NRN…STV・MBS・KBC≫
実況：胡口和雄、解説：関根潤三、レポーター：今井美樹（巨人サイド）、宮田統樹（西武サイド）
- 文化放送（QR）≪関東広域圏ローカル≫
実況：斉藤一美、解説：豊田泰光、レポーター：菅野詩朗（巨人サイド）、中川充四郎（西武サイド）
- ラジオ日本≪GBSとの2局ネット≫
実況：小林幸明、解説：水野雄仁
- NACK5≪独自放送≫
実況：矢野吉彦、ゲスト：土屋礼央、レポーター：千代綾香

※HBCラジオ（JRN/NRNクロスネットだが野球中継においてはJRN）は北海道日本ハムファイターズが、東海ラジオ（SF、NRN）は中日ドラゴンズが各々日本シリーズに進出できなかったため、局の方針に基づき放送しなかった。
※NACK5は西武が日本シリーズに進出したため、西武同様に4年ぶりのシリーズ中継となった。